# Sommer-Paralympics 2020/Rollstuhltennis
Bei den Sommer-Paralympics 2020 in Tokio wurden in insgesamt sechs Wettbewerben im Rollstuhltennis Medaillen vergeben. Die Entscheidungen fielen zwischen dem 27. August und 4. September 2021 im Ariake Tennis Park.

## Ergebnisse

### Männer

#### Einzel
| Platz | Land           | Spieler            |
| ----- | -------------- | ------------------ |
| 1     | Japan          | Shingo Kunieda     |
| 2     | Niederlande    | Tom Egberink       |
| 3     | Großbritannien | Gordon Reid        |
| 4     | Großbritannien | Alfie Hewett       |
| 5     | Frankreich     | Stéphane Houdet    |
| 5     | Argentinien    | Gustavo Fernández  |
| 5     | Spanien        | Daniel Caverzaschi |
| 5     | Frankreich     | Nicolas Peifer     |

#### Doppel
| Platz | Land           | Spieler                                |
| ----- | -------------- | -------------------------------------- |
| 1     | Frankreich     | Stéphane Houdet Nicolas Peifer         |
| 2     | Großbritannien | Alfie Hewett Gordon Reid               |
| 3     | Niederlande    | Tom Egberink Maikel Scheffers          |
| 4     | Japan          | Shingo Kunieda Takashi Sanada          |
| 5     | Belgien        | Joachim Gérard Jef Vandorpe            |
| 5     | Niederlande    | Carlos Anker Ruben Spaargaren          |
| 5     | Argentinien    | Gustavo Fernández Agustín Ledesma      |
| 5     | Spanien        | Daniel Caverzaschi Martín de la Puente |

### Frauen

#### Einzel
| Platz | Land                | Spielerin       |
| ----- | ------------------- | --------------- |
| 1     | Niederlande         | Diede de Groot  |
| 2     | Japan               | Yui Kamiji      |
| 3     | Großbritannien      | Jordanne Whiley |
| 4     | Niederlande         | Aniek van Koot  |
| 5     | Japan               | Momoko Ohtani   |
| 5     | Vereinigte Staaten  | Dana Mathewson  |
| 5     | Volksrepublik China | Wang Ziying     |
| 5     | Volksrepublik China | Zhu Zhenzhen    |

#### Doppel
| Platz | Land                | Spielerinnen                      |
| ----- | ------------------- | --------------------------------- |
| 1     | Niederlande         | Diede de Groot Aniek van Koot     |
| 2     | Großbritannien      | Lucy Shuker Jordanne Whiley       |
| 3     | Japan               | Yui Kamiji Momoko Ohtani          |
| 4     | Volksrepublik China | Wang Ziying Zhu Zhenzhen          |
| 5     | RPC                 | Ljudmila Bubnowa Wiktorija Lwowa  |
| 5     | Volksrepublik China | Huang Jinlian Huang Huimin        |
| 5     | Japan               | Saki Takamuro Manami Tanaka       |
| 5     | Südafrika           | Kgothatso Montjane Mariska Venter |

### Quadriplegiker

#### Einzel
| Platz | Land               | Spieler          |
| ----- | ------------------ | ---------------- |
| 1     | Australien         | Dylan Alcott     |
| 2     | Niederlande        | Sam Schröder     |
| 3     | Niederlande        | Niels Vink       |
| 4     | Japan              | Kōji Sugeno      |
| 5     | Vereinigte Staaten | Bryan Barten     |
| 5     | Großbritannien     | Andrew Lapthorne |
| 5     | Vereinigte Staaten | David Wagner     |
| 5     | Australien         | Heath Davidson   |

#### Doppel
| Platz | Land               | Spieler                           |
| ----- | ------------------ | --------------------------------- |
| 1     | Niederlande        | Sam Schröder Niels Vink           |
| 2     | Australien         | Dylan Alcott Heath Davidson       |
| 3     | Japan              | Mitsuteru Moroishi Kōji Sugeno    |
| 4     | Großbritannien     | Antony Cotterill Andrew Lapthorne |
| 5     | Israel             | Yosi Saadon Shraga Weinberg       |
| 5     | Südkorea           | Kim Kyu-seung Kim Myung-je        |
| 5     | Vereinigte Staaten | Bryan Barten David Wagner         |

## Medaillenspiegel
| Platz | Land           | Gold | Silber | Bronze | Gesamt |
| ----- | -------------- | ---- | ------ | ------ | ------ |
| 01    | Niederlande    | 3    | 2      | 2      | 7      |
| 02    | Japan          | 1    | 1      | 2      | 4      |
| 03    | Australien     | 1    | 1      | —      | 2      |
| 04    | Frankreich     | 1    | —      | —      | 1      |
| 05    | Großbritannien | —    | 2      | 2      | 4      |